# Ștefan Gal
Csaba-Ștefan Gal, menționat uneori și István Csaba Gáll, (n. 8 august 1951, Gheorgheni, Harghita, România) este un gimnast român. A reprezentat România în competiții internaționale, inclusiv opt probe la Jocurile Olimpice de vară din 1976.

## Distincții
- Medalia „Meritul Sportiv” clasa I (18 august 1976) „pentru rezultatele deosebite obținute la Jocurile olimpice de vară de la Montreal – 1976, precum și pentru contribuția adusă la dezvoltarea activității sportive și la creșterea prestigiului sportului românesc pe plan internațional”[4]